# Nashville, Arkansas
Nashville är administrativ huvudort i Howard County i Arkansas. Nashville hade 4 627 invånare enligt 2010 års folkräkning.